# 川口聡
川口 聡（かわぐち さとし、1983年（昭和58年）11月2日 - ）は、日本の実業家。株式会社リーピー代表取締役。福岡県久留米市出身。中小企業応援士。サウナ・スパ健康アドバイザー認定。
好きな言葉は、論語の「子曰、知之者不如好之者、好之者不如樂之者（子曰く、これを知る者はこれを好む者に如かず。これを好む者はこれを楽しむ者に如かず）」

## 経歴
2006年、西南学院大学商学部経営学科卒業。
卒業後は、国内最大手のスカウト・ヘッドハンティング会社、レイス株式会社に就職。スカウトエージェントとしてIT業界を中心に担当。その後、顧問紹介サービス「顧問名鑑」の立ち上げにも関わる。同グループ内での活躍が評価され、新規事業（ECコンサルタント事業）における事業責任者としてmode株式会社に参画。
2012年（当時28歳）に、同社で磨いたWebマーケティングに関する知見を元に、ITを中心とした経営コンサルタントとして独立し、同年10月より岐阜県岐阜市にIターン移住。
フリーランスとして活動する中で、地方企業におけるホームページ制作に対するニーズの高さに気付き、「事業開発まで踏み込んだホームページ制作会社」を目指し、2013年10月に株式会社リーピー（Leapy Inc.）を設立。
現在は、全国の地方中小企業に対し、ホームページ制作を起点としたWeb集客支援やDX推進に向けた人材紹介、生産性向上を目的としたWebサービスの提供を行っている。（現在十期目）

## イクメンとしての一面
「岐阜 イクメン」で検索すると、ブログ記事が上位に表示されるほどのイクメン。
2週間の育休経験を機に「子育ての大事さ」に気付き、現在では会社経営と育児・家事に明け暮れる毎日。「家事はマインドフルネスだ」を合言葉に、家事は「経営を考える時間」と捉え、家族と会社経営の両立を目指す。
休みの日には、子ども向けワークショップに参加したり、妻が経営を行う民間学童の手伝いなどにも参加。